# Gilbert Patenaude
Pour les articles homonymes, voir Patenaude.
 (novembre 2023).
La mise en forme du texte ne suit pas les recommandations de Wikipédia : il faut le « wikifier ».
Les points d'amélioration suivants sont les cas les plus fréquents :
- Les titres sont pré-formatés par le logiciel. Ils ne sont ni en capitales, ni en gras.
- Le texte ne doit pas être écrit en capitales (les noms de famille non plus), ni en gras, ni en italique, ni en « petit »…
- Le gras n'est utilisé que pour surligner le titre de l'article dans l'introduction, une seule fois.
- L'italique est rarement utilisé : mots en langue étrangère, titres d'œuvres, noms de bateaux, etc.
- Les citations ne sont pas en italique mais en corps de texte normal. Elles sont entourées par des guillemets français : « et ».
- Les listes à puces sont à éviter, des paragraphes rédigés étant largement préférés. Les tableaux sont à réserver à la présentation de données structurées (résultats, etc.).
- Les appels de note de bas de page (petits chiffres en exposant, introduits par l'outil «  Source ») sont à placer entre la fin de phrase et le point final[comme ça].
- Les liens internes (vers d'autres articles de Wikipédia) sont à choisir avec parcimonie. Créez des liens vers des articles approfondissant le sujet. Les termes génériques sans rapport avec le sujet sont à éviter, ainsi que les répétitions de liens vers un même terme.
- Les liens externes sont à placer uniquement dans une section « Liens externes », à la fin de l'article. Ces liens sont à choisir avec parcimonie suivant les règles définies. Si un lien sert de source à l'article, son insertion dans le texte est à faire par les notes de bas de page.
- La présentation des références doit suivre les conventions bibliographiques. Il est recommandé d'utiliser les modèles {{Ouvrage}}, {{Chapitre}}, {{Article}}, {{Lien web}} et/ou {{Bibliographie}}. Le mode d'édition visuel peut mettre en forme automatiquement les références.
- Insérer une infobox (cadre d'informations à droite) n'est pas obligatoire pour parachever la mise en page.

Pour une aide détaillée, merci de consulter Aide:Wikification.
Si vous pensez que ces points ont été résolus, vous pouvez retirer ce bandeau et améliorer la mise en forme d'un autre article.
Gilbert Patenaude, né à Montréal le 30 avril 1947 et décédé à Laval le 13 novembre 2022, est un musicien qui a œuvré comme pédagogue, chef de chœur, chef d’orchestre, compositeur et organiste. Il est particulièrement reconnu pour avoir été le directeur musical de la maîtrise des Petits Chanteurs du Mont-Royal pendant 38 ans, de 1978 à 2016.

## Biographie
Né à Montréal dans le quartier Rosemont, il est le fils de Thérèse Saint-Germain (Patenaude) et de Camille Patenaude. Il grandit dans le quartier Côte-des-Neiges où il fait l’apprentissage de la musique comme soprano chez les Clercs de Saint-Viateur, notamment auprès du père Léonce Jacob (1917-2008), puis au piano et à l’orgue à l’École Vincent-d’Indy. Il s’engage par la suite dans des études en sciences sociales à l’Université de Montréal, après avoir envisagé la prêtrise chez les Dominicains.
Il y rencontre Thérèse Tousignant et tous deux abandonneront leurs études pour s'établir à Matagami. Gilbert y travaillera comme enseignant pendant 3 ans. Non légalement qualifié, il reviendra à Montréal en 1971 pour poursuivre sa formation à l'École normale de musique et au Conservatoire de musique du Québec à Montréal. 
Pendant 6 ans, il étudiera principalement le chant (Pierre Mollet), la direction d’orchestre (Rémus Tzincoca) et analyse musicale (Gilles Tremblay). Il effectuera également des stages en direction d'orchestre à l’Académie internationale d’été de Nice (1976) et en technique d’accompagnement d’opéra à l’orchestre à l’Orchestre philharmonique de la radio néerlandaise (1980).
À la recommandation de Raymond Daveluy, il deviendra le tout premier directeur musical laïc des Petits Chanteurs du Mont-Royal, une fonction à la fois pédagogique, musicale et liturgique qu’il occupera pendant 38 ans, de 1978 à 2016. Gilbert Patenaude a aussi enseigné au Cégep de Saint-Laurent (1980-2020) et à l’école Vincent-d’Indy, contribuant à la formation de milliers de jeunes musiciens.
À titre de baryton, il a été membre du quatuor vocal Les Troubadours de Terre des hommes de 1974 à 1978. Outre son travail chez les Petits Chanteurs du Mont-Royal, il a assumé la direction musicale de plusieurs ensembles: le Choeur Vaudreuil-Soulanges (1976 à 1986), l'Orchestre symphonique de Laval (1984-1987), le Théâtre d’Art lyrique de Laval (1986-1994), Les Voix d’Elles (1988-2014), le Chœur de la Commission scolaire des Mille-Îles, les Chantres musiciens (1992-2022), le Chœur enharmonique de Montréal (1990-2014) et Les Filles de l’Île (2008-2014).

En 1979, il s’établit à Laval où il contribuera au développement de la vie musicale.  Il est chef fondateur de l’Orchestre symphonique de Laval (1984) et d’un orchestre de jeunes, la Symphonie des Mille-Îles (1987-1991). Il agit également comme directeur musical du Théâtre d'Art lyrique de Laval, et comme directeur fondateur du chœur de la Commission scolaire des Mille-Îles et du chœur de jeunes filles L'Art qui chante au féminin, devenu Les Voix d’Elles. 
En 1990, Gilbert crée l'ensemble vocal Radio-Québec qui sera renommé à l'automne 1997 le Choeur enharmonique. En 1992, à la demande d'anciens petits chanteurs, il fonde le choeur d'homme les Chantres musiciens; et en 2008, l'ensemble féminin Les Filles de l'Île est formé d'anciennes petites Voix d'Elles. 

## Ensembles dirigés
- Les Troubadours de Terre des hommes (1974-1978)
- Le Chœur Vaudreuil-Soulanges (1976-1986)
- Les Petits Chanteurs du Mont-Royal (1978-2016) [2]
- Orchestre symphonique de Laval (1984-1987)
- Le Théâtre d’Art lyrique de Laval (1986-1994)
- Les Voix d’Elles (1988-2014)
- Le Chœur de la Commission scolaire des Mille-Îles[2] (1985-1992)
- Les Chantres musiciens (1992-2022)
- Le Chœur enharmonique de Montréal (1990-2014)
- Les Filles de l’Île[5] (2008-2014)

## Ensembles fondés
- Les Troubadours de Terre des hommes (1974)
- Orchestre symphonique de Laval (1984)
- Les Voix d’Elles (1988)
- Les Chantres musiciens (1992)
- Le Chœur enharmonique de Montréal (1990)
- Les Filles de l’Île[5] (2008)